# Ялі (міфологія)

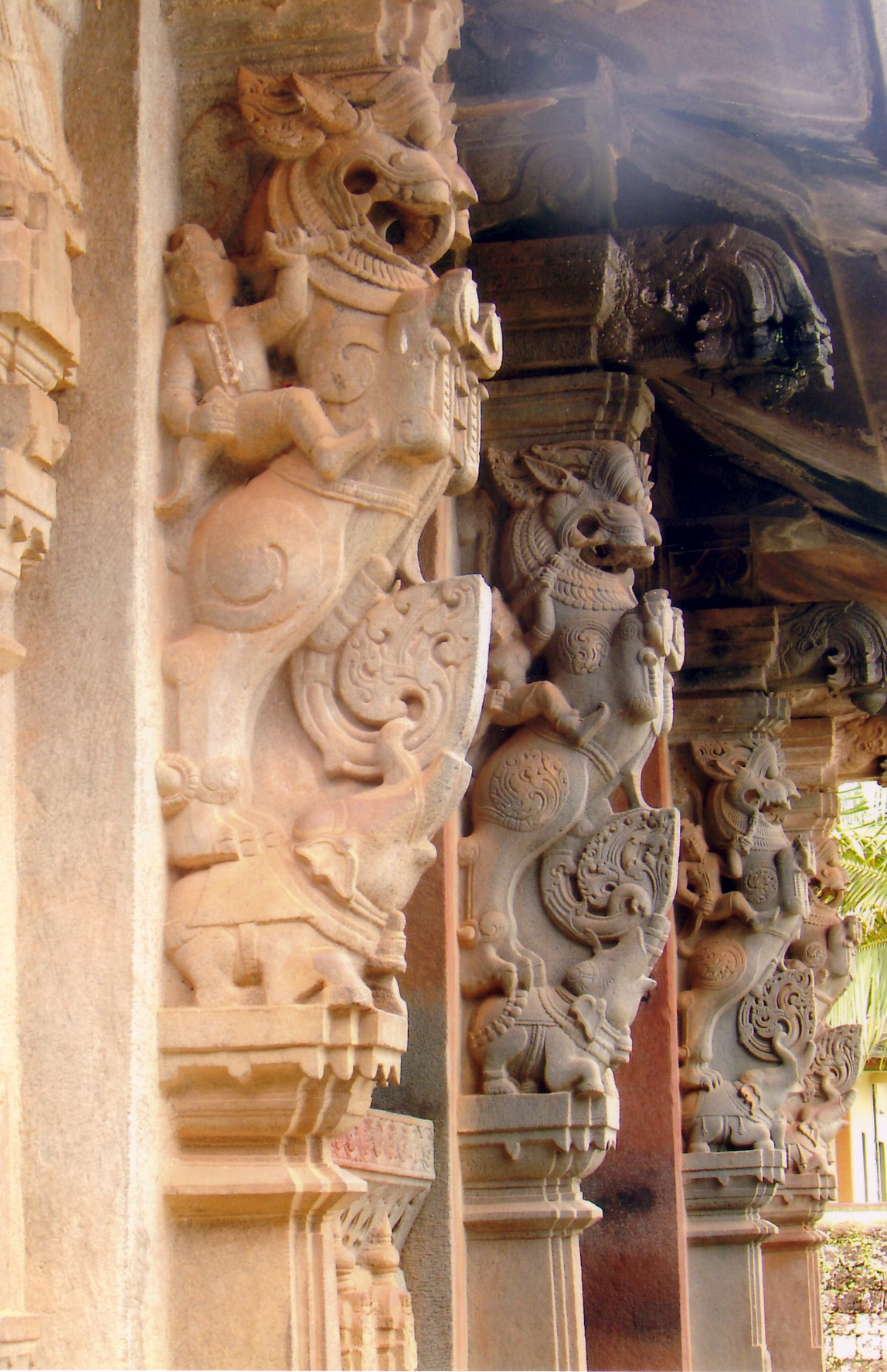
Ялі в храмі Агоресвара, Іккері, район Шівамогга, штат Карнатака, Індія

Ялі (там. யாளி),  також званий В'яла  — індуїстська міфологічна істота, яка зображується з головою й тулубом лева, хоботом і бивнями слона, а іноді має риси коня. 
Істота представлена в багатьох південноіндійських храмах, часто виліплена на колонах.  Існують також різновиди істоти, у яких воно має придатки інших звірів. Іноді його описували як леогрифа (частково лева та частково грифона)  з деякими рисами, схожими на птаха, з хоботком. 

## Іконопис
Описи та згадки про ялі є давніми, але вони стали помітними в південноіндійських скульптурах у 16 столітті. Ялі були описані як сильніші за лева, тигра чи слона. В іконографії ялі має витончене котяче тіло, але голову лева з бивнями слона (гаджа) і хвіст змії. Іноді їх зображували стоячи на спині макари, іншої міфічної істоти, яка вважається ваханою Будхи (Меркурія). Деякі зображення виглядають як тривимірне зображення яліса. На вхідних стінах храмів були знайдені зображення або ікони, а витончений міфічний лев, як вважають, захищав і охороняв храми та шляхи, що ведуть до храму. Зазвичай вони мають стилізоване тіло лева і голову якогось іншого звіра, найчастіше слона (гаджа-в'яла).  Інші поширені приклади: голова лева (сімха-в'яла), голова коня (ашва-в'яла), людина (нір-в'яла) і собака (швана-в'яла). 

## Символізм
Говорять, що яли є істотами-охоронцями, що забезпечують захист людей як на фізичному, так і на духовному рівнях. Їх вважають безстрашними звірами, які мають перевагу над іншими тваринами. Крім того, їх вважають символом боротьби людини зі стихійними силами природи.

## Галерея

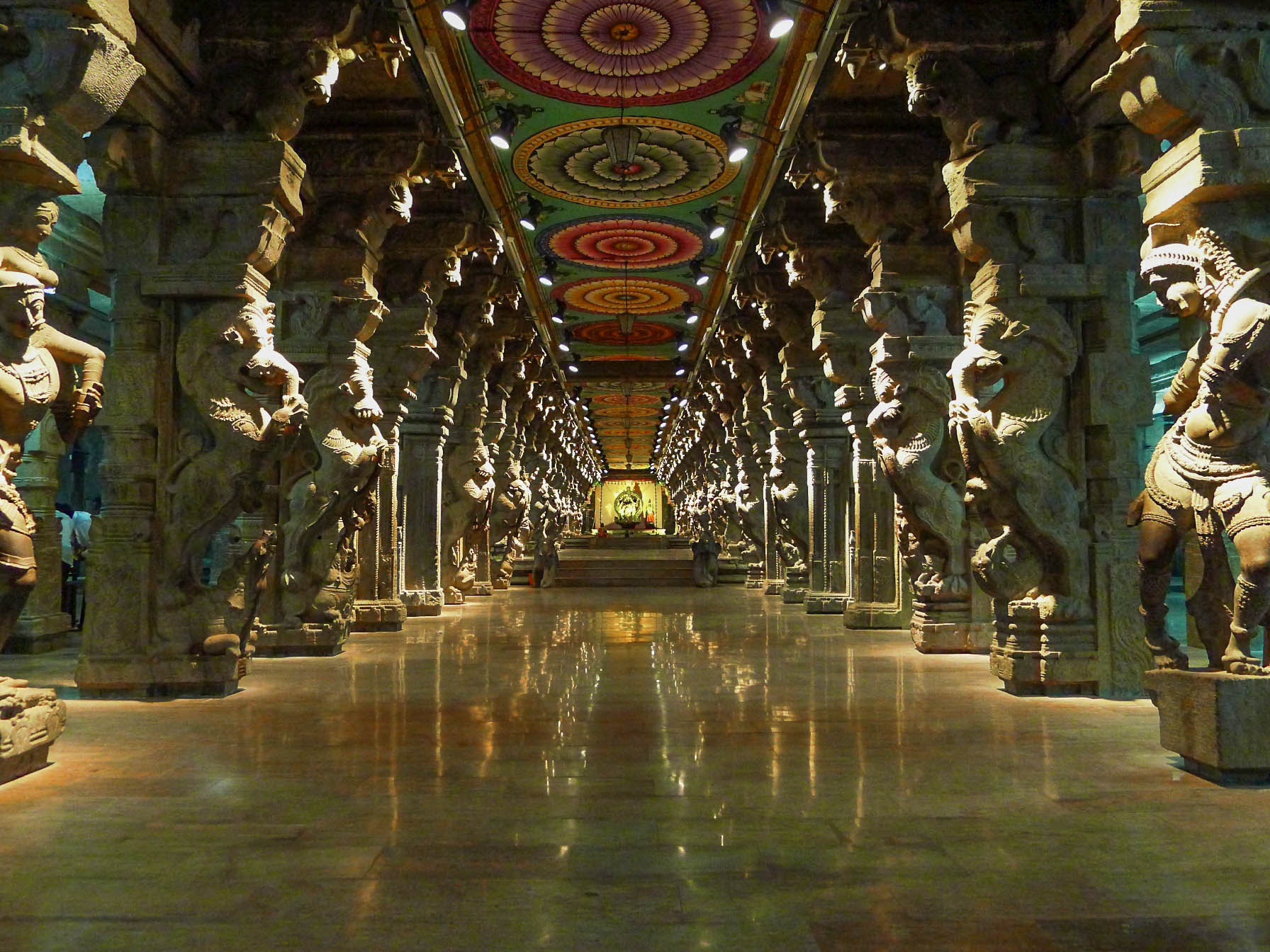
Ялі в стовпах у храмі Мінакші в Мадураї
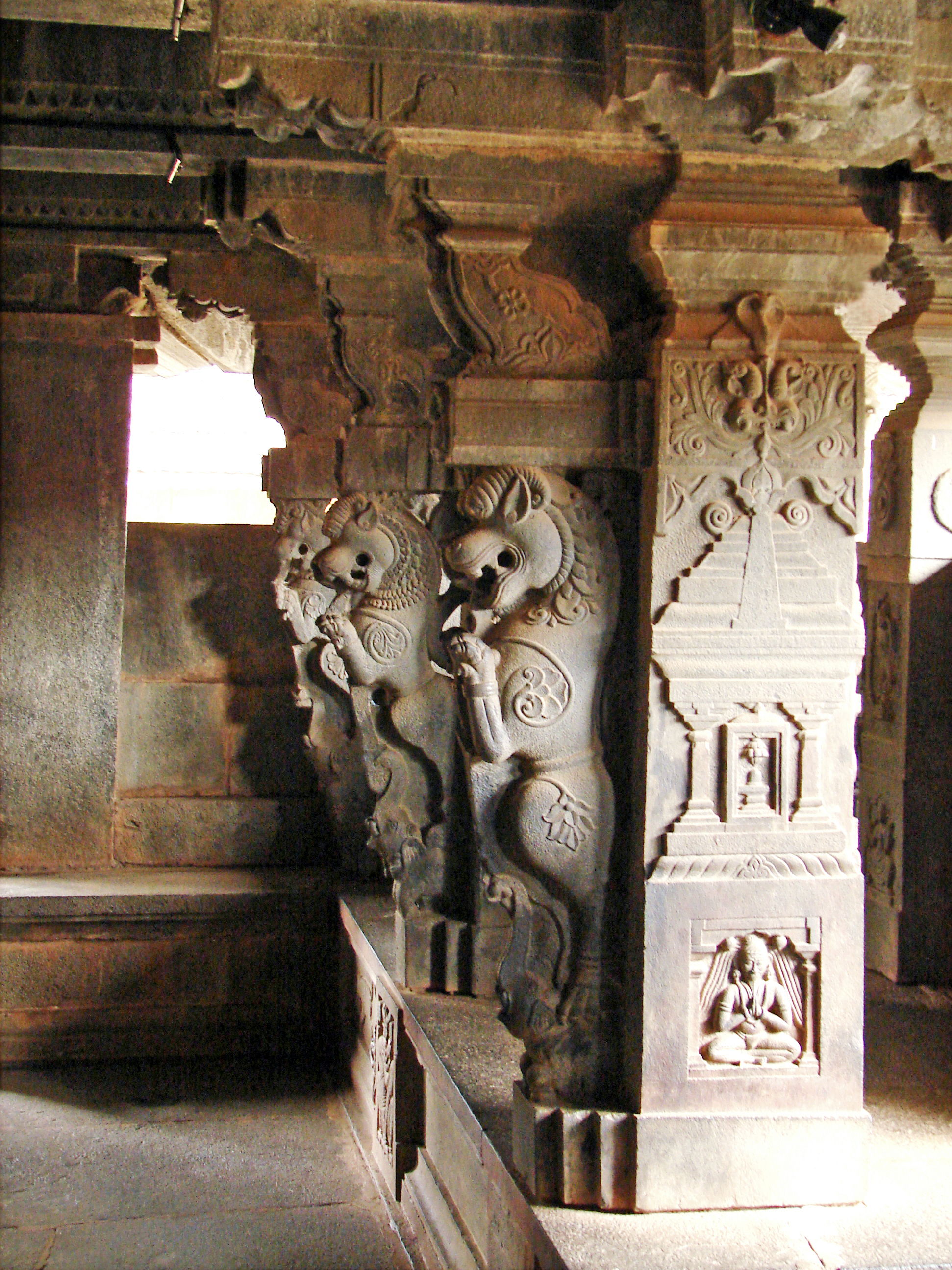
Стовпи Ялі, храм Рамешвара, Келаді, район Шівамогга, штат Карнатака, Індія